# Ząbrowo, Hạt Świdwin
Ząbrowo [zɔmˈbrɔvɔ] (tiếng Đức: Semerow)  là một ngôi làng thuộc khu hành chính của Gmina widwin, thuộc quận Świdwin, West Pomeranian Voivodeship, ở phía tây bắc Ba Lan. Nó nằm khoảng 14 kilômét (9 mi)   phía tây bắc của Świdwin và 82 km (51 mi)     về phía đông bắc của thủ đô khu vực Szczecin.